# 小行星6076
小行星6076（6076 Plavec）是一颗围绕太阳公转的小行星。1980年2月14日，拉迪斯拉夫·布羅傑克在克萊季发现了此天体。
这颗小行星的绝对星等为83.17656等。